# János Simor
János Simor, madžarski rimskokatoliški duhovnik, škof in kardinal, * 23. avgust 1813, Székesfehérvár, † 23. januar 1891.

## Življenjepis
28. oktobra 1836 je prejel duhovniško posvečenje.
19. marca 1857 je bil imenovan za škofa Gyõra in 29. junija istega leta je prejel škofovsko posvečenje.
22. februarja 1867 je bil imenovan za nadškofa Esztergoma.
22. decembra 1873 je bil povzdignjen v kardinala in imenovan za kardinal-duhovnika S. Bartolomeo all'Isola.